# Tochōmae (metropolitana di Tokyo)
La Stazione di Tochōmae (都庁前駅?, Tochōmae-eki) è una stazione della metropolitana di Tokyo, si trova nel quartiere di Shinjuku. Il nome significa "Di fronte al Palazzo del Governo Metropolitano". La stazione è servita dalla linea Ōedo della Toei. La stazione rappresenta il termine della linea per i treni provenienti da Iidabashi, mentre è passante per i treni diretti verso Shinjuku e Roppongi a sud e provenienti da Hikarigaoka. La stazione, che ha sette uscite (numerate da A1 a A7), è collegata direttamente al Palazzo del Governo Metropolitano di Tokyo.

## Stazioni adiacenti
| «          | Servizio                    | »                   |
| Linea Ōedo | Linea Ōedo                  | Linea Ōedo          |
| ---------- | --------------------------- | ------------------- |
| Capolinea  | - per Iidabashi e Ryogōku - | Shinjuku-Nishiguchi |